# 宋维良
宋维良（1938年6月—），男，河北滦县人，中华人民共和国政治人物，曾任中共北京市朝阳区委书记，北京市政协副主席。